# Molino de viento Ayanz de eje vertical

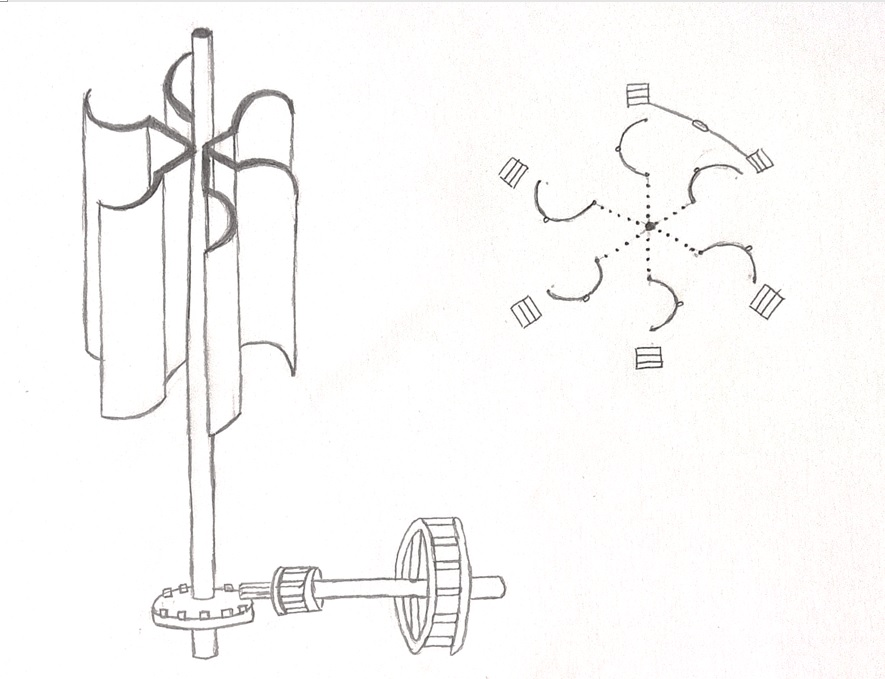
Reproducción dibujada a lápiz del Molino de viento Ayanz de eje vertical. Para ver el dibujo originario de la patente, acudir a las referencias de este artículo.

El molino de viento Ayanz de eje vertical, fue patentado el año 1606 por Jerónimo de Ayanz y Beaumont. Se trata de un molino de viento que convierte la fuerza del viento en par de rotación, a través de su eje. Asociado al molino de viento, la invención o patente incorpora un deflector en forma de puerta corredera semicircular, gracias a la cual, se logra incrementar el par de rotación que ejerce el molino de viento. 
Ayanz patentó este molino de viento junto con otro molino de viento de aspas en tornillo, el mismo año 1606. Ambos molinos de viento fueron concebidos originariamente para darles diversos usos; molienda de grano de cereal, para realizar riegos, para accionar fuelles y martinetes, o incluso mara mover otros elementos semejantes de la época.

### Funcionamiento
El molino de viento Ayanz de eje vertical, es un molino de empuje dado que el viento empuja las aspas y hace que se mueva. Debido a la geometría principal de sus seis aspas (cóncavas y convexas) y a su disposición opuesta sobre el eje al cual están sujetas, cuando un aspa gira en contra del viento incidente (convexa), experimenta menos resistencia al giro que cuando gira a favor (cóncava), produciendo una resultante de fuerzas que hace que el molino gire. En contraposición a los molinos de eje horizontal, el molino de viento Ayanz de eje vertical no necesita orientarse a la dirección de provenga el viento. En general, en condiciones de tamaño similares, los molinos cuyo principio de giro se basa en una fuerza de empuje, extraen menos energía del viento que los molinos cuyo principio de giro se basa en una fuerza de sustentación. Por otro lado, los molinos de eje vertical frente a los de eje horizontal, en general, tienen la capacidad de arrancar con menor velocidad de viento y, asimismo, sus prestaciones se ven menos mermadas ante turbulencias de viento. Si se observa el molino desde arriba, es decir, tomando la vista en planta del molino de Ayanz, se comprueba cómo las aspas tienen forma de hoz.
Por otro lado, la patente de Ayanz incorpora al molino un deflector en forma de puerta corredera semicircular. Dicha puerta corredera, tiene una vela en la parte superior con capacidad de mover la misma. Gracias a la vela, un cambio en la dirección del viento hace mover toda la puerta corredera, de tal modo que siempre se sitúa resguardando del viento las partes convexas de las aspas del molino. De esta manera, la puerta corredera anula las fuerzas que el viento produciría en las partes convexas de las aspas y que se oponen a la rotación del molino, incrementando así considerablemente el par de rotación que realiza el molino.

### Aspectos relevantes de la inventiva
Desde el punto de vista de la morfología de molino que propuso Jerónimo de Ayanz el año 1606, quizás una de las mayores inventivas radica en que propuso unas aspas, o velas como las llamó él, con forma curvada, o de medio cilindro, o en arco. En la redacción de la patente, Ayanz da pruebas de que está entendiendo perfectamente que en su giro, el aspa cóncava hace más fuerza a favor del avance, que el aspa convexa que en su retroceso se opone al mismo. Existen estudios actuales que han cuantificado que un aspa cóncava puede llegar a tener un coeficiente de empuje del orden de tres veces mayor que un aspa convexa.
Otra inventiva relevante consiste en el deflector en forma de puerta corredera semicircular, que se orienta automáticamente con el viento. Mediante este deflector, es posible aumentar considerablemente la fuerza realizada por el molino para un viento dado.

### Similitudes y diferencias entre el molino Ayanz de eje vertical y el molino Savonius
Es posible constatar que el molino Ayanz de eje vertical guarda muchas similitudes con el molino Savonius patentado por Sigurd J. Savonius , en el año 1922.

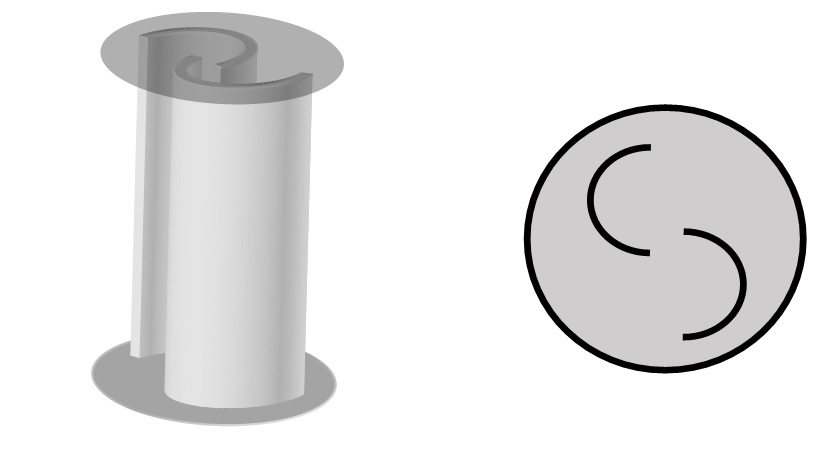
Rotor Savonius donde se muestra el paso de aire entre palas

Quizás la primera diferencia que salta a la vista entre ambos molinos es el número de aspas. El molino Ayanz de eje vertical consta de seis aspas, mientras que el molino Savonius en su configuración primigenia consta de dos aspas.
Existe otra diferencia significativa entre ambos molinos y es que mientras el molino de Ayanz tiene sus aspas amarradas al eje central de rotación, el molino Savonius deja un hueco en el centro del molino, de tal manera que el flujo de aire puede fluir entre las dos aspas por dicho hueco. Esta particularidad obliga al molino Savonius a tener dos placas perpendiculares al eje de rotación, una localizada en la parte superior y otra en la parte inferior, con el objetivo de poder amarrar las aspas a través de las placas perpendiculares, al eje de rotación y de esta manera, habilitar que las aspas puedan girar. Estas dos placas que aparecen en el molino Savonius, es otra diferencia significativa, ya que en el molino de Ayanz no son en principio necesarias. Aunque depende de la capacidad del material utilizado a soportar fatigas, quizás serían necesarias también placas perpendiculares que refuercen el conjunto.
Finalmente, otra gran diferencia entre ambos molinos bastante evidente, es el deflector en forma de puerta corredera auto-orientable que ingenió Jeronimo de Ayanz y que Savonius no lo contempló en su patente.

### Posibles utilidades del molino
Existe una tipología de molinos de viento de menores dimensiones a los grandes molinos de viento que se encuentran en los parques eólicos (molinos o aerogeneradores tri-pala) y que comúnmente se les engloba con el término de la “mini-eólica”. Son como su nombre indica, molinos de viento de menores dimensiones y por tanto de menor potencia que los grandes molinos de viento tri-pala que, en la actualidad, ya incluso comienzan a superar los 10MegaWatios de potencia cada uno. En general, para enmarcar un molino de viento dentro del rango de la mini-eólica, dicho molino debe tener una potencia máxima de generación de 100kiloWatios.
Los molinos de viento dentro del rango de potencias de la mini-eólica, se emplean en general por consumidores particulares que buscan principalmente dos objetivos. Uno podría ser el autoabastecerse de electricidad reduciendo la factura de la luz. Otro podría ser el autoabastecerse de electricidad en lugares remotos, donde no se dispone de una conexión a la red eléctrica convencional. 
Dependiendo del lugar donde se quiere ubicar el molino y más concretamente del viento que en ese lugar suele hacer, se escoge la tipología de molino que más se adecúa al lugar. Lugares donde la velocidad de viento media es baja todo el año y además sopla “racheado”, se pueden instalar molinos de eje vertical dado que pueden suministrar valores razonablemente aceptables de energía.
Se puede afirmar que no existe consenso a la hora de determinar cuál es la mejor tipología de molino de viento dentro del rango de la mini-eólica. Existen una multitud de factores, que hacen que las ventajas y desventajas entre las diferentes tipologías existentes sean muy exiguas entre ellas. Prueba de ello, es que existen multitud de fabricantes que se decantan por comercializar  diferentes tipologías de molinos. 
En este contexto de la mini-eólica, el molino de viento Ayanz de eje vertical podría encajar perfectamente. Al igual que se hace con el resto de molinos de viento actualmente, el molino patentado por Ayanz hace más de cuatro siglos, serviría efectivamente para generar electricidad y probablemente, de manera muy competitiva frente al resto de molinos actualmente utilizados. En la figura anexa, se proporciona un esquema que muestra los diferentes elementos necesarios desde un punto de vista eléctrico, para que un molino Ayanz de eje vertical, genere energía eléctrica. Al igual que se hace con los molinos actuales, sería necesario acoplar al eje de giro del molino un generador eléctrico que se encarga de la conversión de la energía de mecánica a eléctrica. Después haría falta una electrónica que consta de un convertidor AC/DC controlado en varias etapas, que permitiría extraer la máxima energía del viento, así como adecuarla a una energía en modo DC para alimentar a unas baterías, o incluso mediante otra etapa de conversión adicional, verter la energía a la red eléctrica, o a cargas domésticas. Si se considera oportuno, es muy común hoy en día combinar la energía generada por el molino de viento con la energía generada por unos paneles fotovoltaicos.

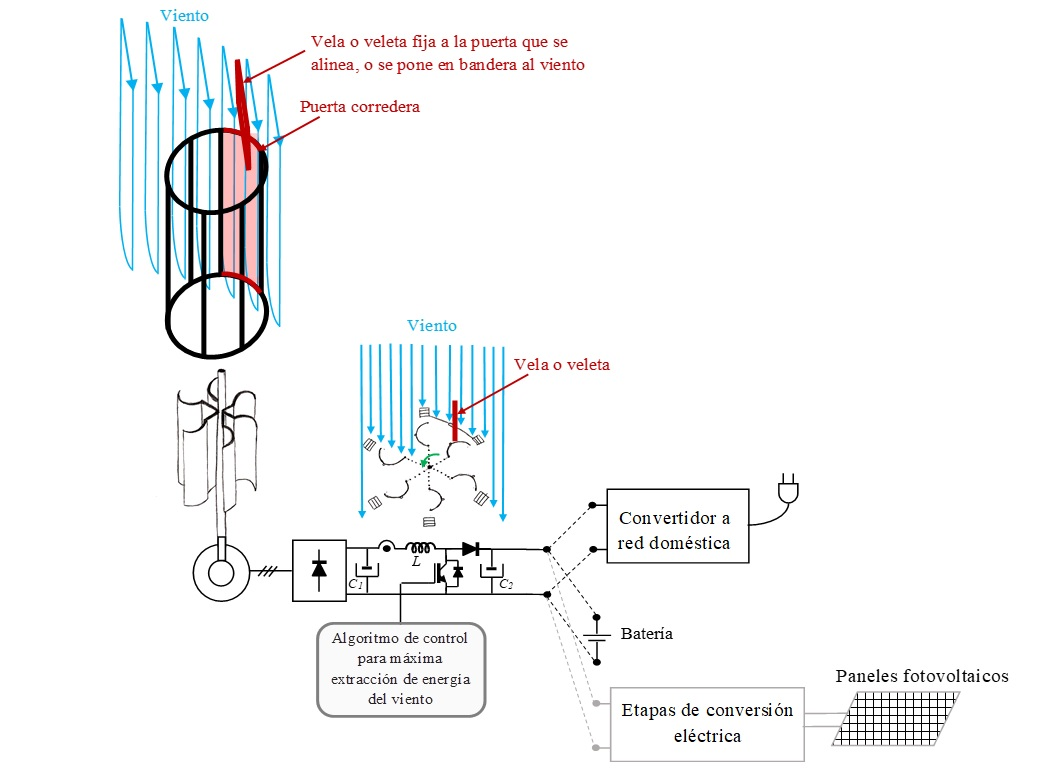
Ilustración donde se muestra el molino Ayanz de eje vertical y un ejemplo de la electrónica necesaria para generar energía eléctrica en combinación con otras fuentes de energía (Nota: La ubicación y forma de la vela dibujada trata de mostrar solo una idea orientativa de la misma, no tiene porqué ser la mejor de las soluciones, ni tampoco tiene que coincidir con lo que Ayanz tenía en mente).